# صالحیه (لبنان)
صالحیه (به عربی: الصالحیة) یک منطقهٔ مسکونی در لبنان است که در شهرستان صیدا واقع شده‌است. صالحیه ۲۰۰ متر بالاتر از سطح دریا واقع شده‌است.